# Дарагановский сельсовет
Дарага́новский сельсовет — административно-территориальная единица на территории Осиповичского района Могилёвской области Беларуси.

## Географическое положение
Дарагановский сельсовет расположен на юго-западе от города Осиповичии является одной из самых западных административных единиц Могилёвской области. Граничит с Протасевичским, Дричинским, Корытненским сельсоветами Осиповичского района, с Заволочицким сельсоветом Глусского райнов Могилёвской области, а также с Новодорожским сельсоветом Стародорожского района и Сутинским сельсоветом Пуховичского района Минской области.
Площадь совета составляет около 60 км2. Более 60 % площади занимают леса.

## История
Исторически земли сельсовета принадлежали Радзивилам, Витгенштейнам, Бокшам, Дараганам.
Административно входили в состав Минской губернии, в Новодорожскую, Житинскую волости Бобруйского повета, затем — Бобруйского округа. Позднее — в Стародорожский, Слуцкий и, в настоящее время, в Осиповичский районы.
Административным центром сельсовета является деревня Дараганово, расположенная на железнодорожной линии Осиповичи — Старые Дороги, в 17 км от Осиповичей, на левом берегу реки Птичь.
В состав данного сельсовета, кроме нижеперечисленных, входили следующие пункты: Бортное (до января 1943 года, когда было уничтожено карателями с жителями; не возобновилось), Каменка (до 1967 года), Мочинск (до 1971 года), Хальки (до 1976 года).
В 2024 году сельсовет отмечает 100-летие.

## Культурная жизнь
В 1983 году был открыт Дарагановский краеведческий музей при активном участии учительницы начальных классов Зинаиды Григорьевны Верещако, которая долгое время возглавляла его работу.
Действующий ансамбль народной песни «Вяселле» СПК "Колхоз «Ковгарский» постоянно участвует в районных праздниках.
В агрогородке Дараганово имеется средняя школа.

## Исторические места
В 1976 году на братских могилах советских воинов и партизан и братских могилах жертв фашизма установлены памятники .
27 июня 2004 года неподалёку от деревни Крынка установлен мемориальный знак в память о расстрелянных еврейских детях на месте бывшего санатория «Крынки».

## Состав
Дарагановский сельсовет включает 14 населённых пунктов:
- Дараганово — агрогородок.
- Ковгары — агрогородок.
- Комарино — деревня.
- Краи — деревня.
- Крынка — деревня.
- Лука — деревня.
- Мезовичи — деревня.
- Остров — деревня.
- Птушичи — деревня.
- Радутичи — деревня.
- Свиханово — деревня.
- Селец — деревня.
- Слопище — деревня.
- Ульяновка — деревня.

## Известные уроженцы и земляки
- Г. М. Лившиц — доктор исторических и философских наук, заслуженный деятель науки
- Е. М. Романович — кандидат филологических наук, лауреат Государственной премии СССР, Государственной премии Беларуси
- П. А. Капитула — доктор экономических наук, профессор
- А. А. Дражнюк — кандидат технических наук, действительный государственный советник федеральной службы геодезии и картографии Российской Федерации, председатель редакционной коллегии «Атлас мира»
- Г. П. Тваранович (Севрук) — доктор филологических наук, поэтесса
- А. Г. Семёнов — многократный чемпион Республики Беларусь среди лесорубов, участник международных соревнований, которые проходили в Австрии, Норвегии и Шотландии. Работал в Дарагановском лесничестве.